# Crips

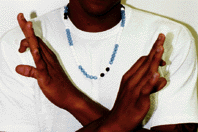
Znamení gangu Crips

Crips je pouliční gang se základnou v pobřežních oblastech jižní Kalifornie. 

## Popis
Založen byl roku 1969 v Los Angeles Raymondem Washingtonem a Stanley Williamsem. Šlo tehdy o spojenectví mezi dvěma autonomními gangy, nyní jde o volně propojenou síť jednotlivých „part“ (sets), které často bojují jedna proti druhé. Členové gangu nosí tradičně modré oblečení, tato praxe ale poněkud vymizela kvůli policejním zásahům vůči nim. Původně byli jeho členové primárně afroamerického původu.
Crips jsou jedním z největších a nejnásilnějších sdružení pouličních gangů ve Spojených státech amerických. S odhadem 30 až 35 tisíc členů (k roku 2008) se mimo jiné účastnili vražd, loupeží a obchodování s drogami. Gang má také dlouhotrvající rivalitu s gangem Bloods.

## Členové
Ze známých celebrit byli, nebo jsou příslušníky gangu Crips například: Eazy-E, Coolio, Snoop Dogg, Roddy Ricch, Young Jeezy, WC, Warren G, Pop Smoke, Nipsey Hussle, Afroman a MC Eiht.